# Antic Hospital de Santa Pau
L'Antic Hospital de Santa Pau és un edifici de Santa Pau (Garrotxa) inclòs a l'Inventari del Patrimoni Arquitectònic de Catalunya.

## Descripció
Gràcies a un concili datat el 4 de juny de 1424 se sap de la necessitat de la vila de Santa Pau de construir un lloc per a refugi dels pobres. Aquest va ser l'origen de l'actual edifici conegut amb el nom d'hospital. Fou aixecat a finals del segle xv però no disposa d'un estil determinat per moltes reformes posteriors. Actualment té la planta rectangular, amb dos cossos diferents separats per un petit túnel que servia per a l'entrada dels carruatges i pel pas dels camperols vers els camps. L'interior ha estat totalment remodelat.
Actualment està dividit interiorment en dues parts, una propietat de l'Ajuntament i l'altre particular.
Capella de Sant Roc i Sant Sebastià: Consta de planta baixa i dos pisos. Als baixos hi ha l'entrada del porxo, amb dues portes i llinda gravada. A mà dreta, la llinda presenta la següent inscripció: "Capella de Sant Roc i Sant Sebastià". Els dos pisos tenen 4 finestres petites. A la teulada hi ha l'antic campanar, fet de pedra amb relleus, en molt mal estat de conservació.
Porta principal i llinda: Porta de pedra amb un graó bastant alt. Els bancals estan fets de tres grans pedres per banda. La llinda està gravada:
Rnt PERE	PUJOLAR Pr
1 Rop DE CAXAS	NATURAL DE
SANTA PAU 		MDCCLXXI.
Amb una creu al mig i altres símbols.

## Història
El concili es feu durant el temps del baró Galceran Ademar i pocs anys després dels grans terratrèmols que assolaren la nostra comarca. Els documents insisteix en la necessitat d'un lloc per a refugi dels pobres. El signant, Arnau de Riera, ordena que es construeixi un hospital de nova planta, lluny de la Vila Vella i que s'hi recullin tots "els pobres de Crist". Per finalitzar demana al senyor de Santa Pau i als "domus" que per a fer aquest hospital donessin facilitats, que podien ser recursos econòmics.